# 皮薩里夫卡 (科德馬區)
48°2′56″N 29°2′53″E / 48.04889°N 29.04806°E
皮薩里夫卡（烏克蘭語：Писарівка）是位於烏克蘭西南部的村莊，由敖德萨州波季利斯克区的科迪馬市鎮負責管轄。該村始建於1924年，面積3.52平方公里，2001年人口1,677，人口密度每平方公里476.42人。